# Frode Højer Pedersen
Frode Højer Pedersen (født 31. marts 1947) er en dansk filminstruktør, der primært er kendt for filmatiseringen af Soyas Min farmors hus (1984). 
Frode Højer Pedersen har udover denne film instrueret en række dokumentarfilm. 

## Filmografi
- Min farmors hus (spillefilm, 1984)
- Verdenspiger (dokumentarserie, 1995-96)
- Drømmepigen (dokumentarfilm, 1998)
- De kalder mig hund (dokumentarfilm, 1998)
- I morgen bli'r vi færdige (dokumentarfilm, 1998)